# Плоское (Добрушский район)
Плоское (бел. Плоскае) — упразднённый посёлок в Кормянском сельсовете Добрушского района Гомельской области Беларуси.
В результате катастрофы на Чернобыльской АЭС и радиационным загрязнением жители (22 семьи) переселены в 1990-92 годах в чистые места.

## География

### Расположение
В 11 км на восток от Добруша и железнодорожной станции в этом городе на линии Гомель — Унеча, в 34 км от Гомеля.

### Гидрография
На востоке и севере мелиоративные каналы связанные с рекой Ипуть (приток реки Сож).

### Экология и природа
Вокруг посёлка лес.

## Транспортная система
Транспортная связь по просёлочной дороге, а потом автодороге Саньково — Добруш. Жители посёлка (22 семьи) выселены, жилых домов нет (1992 год). Планировка состоит из короткой улицы с широтной ориентацией. Застройка деревянными домами.

## История
Основан в конце XIX века переселенцами с соседних деревень. В 1897 году в Вылевской волости Гомельского уезда. В 1926 году в Добрушском районе Гомельского округа. В 1929 году жители посёлка вступили в колхоз.
В 1959 году посёлок находился в составе колхоза «Оборона» с центром в деревне Корма.
В 2005 году исключён из данных по учёту и регистрации административно-территориальных и территориальных единиц как фактически несуществующий населённый пункт.

## Население

### Численность
- 1992 год — жители (22 семьи) деревни переселены

### Динамика
- 1897 год — 26 жителей (согласно переписи)
- 1926 год — 11 дворов, 38 жителей
- 1959 год — 137 жителей (согласно переписи)
- 1992 год — жители (22 семьи) деревни переселены